# Rune Pettersson
Jonas Arthur Rune Pettersson, född 28 april 1918 i Arnäs församling, Västernorrlands län, död där 5 april 1999, var en svensk målare och grafiker. 
Han var son till skomakaren Arthur Pettersson och Anna Sohlin och från 1948 gift med Anna-Greta Thörnblad. Pettersson studerade vid Otte Skölds målarskola i Stockholm 1944-1946 och vid Académie Julian i Paris 1951 samt vid Accademia di Belle Arti i Ravenna 1952 och under ett antal studieresor till Frankrike och Spanien. Separat ställde han ut ett flertal gånger i Örnsköldsvik och tillsammans med Gunnar Hållander och Arne Olsson i Borås 1948, tillsammans med Nils Kristofersson ställde han ut i Östersund och tillsammans med Bia Peterson i Skellefteå 1959. Han medverkade i samlingsutställningar arrangerade av Sveriges allmänna konstförening, Stockholms konstklubb, Östersunds konstklubb och i Grödingegruppens utställningar i Norrköping. Hans konst består av stilleben och landskap med gårdar och fjäll från Norrland samt från Sydeuropa utförda i olja, pastell eller färgträsnitt. Pettersson är representerad vid Moderna museet  i Stockholm, Malmö museum, Norrköpings konstmuseum, Östersunds museum, Ystads konstmuseum, Kalmar konstmuseum, Statens museum for Kunst i Köpenhamn, Städtische Kunstsamlung i Berlin, Bibliothèque National i Paris och Smithsonian Institution i Washington. En minnesutställning med hans konst visades på Bjurbäcks konsthall 2005.